# جوزپه پاوونه
جوزپه پاوونه (انگلیسی: Giuseppe Pavone؛ زادهٔ ۱۵ فوریهٔ ۱۹۵۰) بازیکن فوتبال اهل ایتالیا است.
از باشگاه‌هایی که در آن بازی کرده‌است می‌توان به باشگاه فوتبال اینتر میلان، باشگاه فوتبال دلفینو پسکارا، باشگاه فوتبال تورینو، و باشگاه فوتبال فوجا اشاره کرد.